# Davisov pokal 2001
Davisov pokal 2001 je bil devetdeseti teniški turnir Davisov pokal.

## Izidi

### Svetovna skupina
| Sodelujoče reprezentance | Sodelujoče reprezentance | Sodelujoče reprezentance | Sodelujoče reprezentance |
| Avstralija               | Avstrija                 | Brazilija                | Belgija                  |
| Češka                    | Francija                 | Nemčija                  | Združeno kraljestvo      |
| Italija                  | Nizozemska               | Rusija                   | Slovaška                 |
| Španija                  | Švica                    | 30                       | Zimbabve                 |
| ------------------------ | ------------------------ | ------------------------ | ------------------------ |

|  | Prvi krog 9.-11. februar                 | Prvi krog 9.-11. februar           | Prvi krog 9.-11. februar               |                                  |            | Četrtfinale 6.-8. april | Četrtfinale 6.-8. april         | Četrtfinale 6.-8. april |   |   | Polfinale 21.-23. september | Polfinale 21.-23. september   | Polfinale 21.-23. september |   |  | Finale 30. november-2. december | Finale 30. november-2. december | Finale 30. november-2. december |
|  |                                          |                                    |                                        |                                  |            |                         |                                 |                         |   |   |                             |                               |                             |   |  |                                 |                                 |                                 |
|  | Perth, Avstralija (trava)                |                                    |                                        |                                  |            |                         |                                 |                         |   |   |                             |                               |                             |   |  |                                 |                                 |                                 |
|  | S                                        | Avstralija                         | 4                                      |                                  |            |                         |                                 |                         |   |   |                             |                               |                             |   |  |                                 |                                 |                                 |
|  | S                                        | Avstralija                         | 4                                      | Florianópolis, Brazilija (pesek) |            |                         |                                 |                         |   |   |                             |                               |                             |   |  |                                 |                                 |                                 |
|  |                                          | Ekvador                            | 1                                      |                                  |            |                         |                                 |                         |   |   |                             |                               |                             |   |  |                                 |                                 |                                 |
|  |                                          | Ekvador                            | 1                                      | S                                | Avstralija | 3                       |                                 |                         |   |   |                             |                               |                             |   |  |                                 |                                 |                                 |
|  | Rio de Janeiro, Brazilija (pesek)        |                                    |                                        | S                                | Avstralija | 3                       |                                 |                         |   |   |                             |                               |                             |   |  |                                 |                                 |                                 |
|  |                                          | S                                  | Brazilija                              | 1                                |            |                         |                                 |                         |   |   |                             |                               |                             |   |  |                                 |                                 |                                 |
|  | S                                        | S                                  | Brazilija                              | 1                                | Brazilija  | 4                       |                                 |                         |   |   |                             |                               |                             |   |  |                                 |                                 |                                 |
|  | S                                        |                                    |                                        |                                  | Brazilija  | 4                       | Sydney, Avstralija (trda pod.)  |                         |   |   |                             |                               |                             |   |  |                                 |                                 |                                 |
|  |                                          | Maroko                             | 1                                      |                                  |            |                         |                                 |                         |   |   |                             |                               |                             |   |  |                                 |                                 |                                 |
|  |                                          |                                    |                                        |                                  |            |                         | S                               | Avstralija              | 4 |   |                             |                               |                             |   |  |                                 |                                 |                                 |
|  | Helsingborg, Švedska (dvorana)           |                                    |                                        |                                  |            |                         | S                               | Avstralija              | 4 |   |                             |                               |                             |   |  |                                 |                                 |                                 |
|  |                                          | S                                  | Švedska                                | 1                                |            |                         |                                 |                         |   |   |                             |                               |                             |   |  |                                 |                                 |                                 |
|  | S                                        | S                                  | Švedska                                | 1                                | Švedska    | 3                       |                                 |                         |   |   |                             |                               |                             |   |  |                                 |                                 |                                 |
|  | S                                        | Malmö, Švedska (dvorana trda pod.) |                                        |                                  | Švedska    | 3                       |                                 |                         |   |   |                             |                               |                             |   |  |                                 |                                 |                                 |
|  |                                          | Češka                              | 2                                      |                                  |            |                         |                                 |                         |   |   |                             |                               |                             |   |  |                                 |                                 |                                 |
|  |                                          | Češka                              | 2                                      | S                                | Švedska    | 4                       |                                 |                         |   |   |                             |                               |                             |   |  |                                 |                                 |                                 |
|  | Bratislava, Slovaška (dvorana trda pod.) |                                    |                                        | S                                | Švedska    | 4                       |                                 |                         |   |   |                             |                               |                             |   |  |                                 |                                 |                                 |
|  |                                          | S                                  | Rusija                                 | 1                                |            |                         |                                 |                         |   |   |                             |                               |                             |   |  |                                 |                                 |                                 |
|  | S                                        | S                                  | Rusija                                 | 1                                | Rusija     | 3                       |                                 |                         |   |   |                             |                               |                             |   |  |                                 |                                 |                                 |
|  | S                                        |                                    |                                        |                                  | Rusija     | 3                       |                                 |                         |   |   |                             | Melbourne, Avstralija (trava) |                             |   |  |                                 |                                 |                                 |
|  |                                          | Slovaška                           | 2                                      |                                  |            |                         |                                 |                         |   |   |                             |                               |                             |   |  |                                 |                                 |                                 |
|  |                                          |                                    |                                        |                                  |            |                         |                                 |                         |   |   |                             | S                             | Avstralija                  | 2 |  |                                 |                                 |                                 |
|  | Gent, Belgija (dvorana pesek)            |                                    |                                        |                                  |            |                         |                                 |                         |   |   |                             | S                             | Avstralija                  | 2 |  |                                 |                                 |                                 |
|  |                                          | S                                  | Francija                               | 3                                |            |                         |                                 |                         |   |   |                             |                               |                             |   |  |                                 |                                 |                                 |
|  |                                          | S                                  | Francija                               | 3                                | Belgija    | 0                       |                                 |                         |   |   |                             |                               |                             |   |  |                                 |                                 |                                 |
|  |                                          | Neuchâtel, Švica (dvorana)         |                                        |                                  | Belgija    | 0                       |                                 |                         |   |   |                             |                               |                             |   |  |                                 |                                 |                                 |
|  | S                                        | Francija                           | 5                                      |                                  |            |                         |                                 |                         |   |   |                             |                               |                             |   |  |                                 |                                 |                                 |
|  | S                                        | Francija                           | 5                                      |                                  | S          | Francija                | 3                               |                         |   |   |                             |                               |                             |   |  |                                 |                                 |                                 |
|  | Basel, Švica (dvorana trda pod.)         |                                    |                                        |                                  | S          | Francija                | 3                               |                         |   |   |                             |                               |                             |   |  |                                 |                                 |                                 |
|  |                                          |                                    | Švica                                  | 2                                |            |                         |                                 |                         |   |   |                             |                               |                             |   |  |                                 |                                 |                                 |
|  |                                          | Švica                              | Švica                                  | 2                                | 3          |                         |                                 |                         |   |   |                             |                               |                             |   |  |                                 |                                 |                                 |
|  |                                          | Švica                              |                                        |                                  | 3          |                         | Rotterdam, Nizozemska (dvorana) |                         |   |   |                             |                               |                             |   |  |                                 |                                 |                                 |
|  | S                                        | ZDA                                | 2                                      |                                  |            |                         |                                 |                         |   |   |                             |                               |                             |   |  |                                 |                                 |                                 |
|  | S                                        | ZDA                                | 2                                      |                                  |            |                         |                                 |                         |   | S | Francija                    | 3                             |                             |   |  |                                 |                                 |                                 |
|  | Braunschweig, Nemčija (dvorana)          |                                    |                                        |                                  |            |                         |                                 |                         |   | S | Francija                    | 3                             |                             |   |  |                                 |                                 |                                 |
|  |                                          |                                    | Nizozemska                             | 2                                |            |                         |                                 |                         |   |   |                             |                               |                             |   |  |                                 |                                 |                                 |
|  |                                          | Romunija                           | Nizozemska                             | 2                                | 2          |                         |                                 |                         |   |   |                             |                               |                             |   |  |                                 |                                 |                                 |
|  |                                          | Romunija                           | 's-Hertogenbosch, Nizozemska (dvorana) |                                  | 2          |                         |                                 |                         |   |   |                             |                               |                             |   |  |                                 |                                 |                                 |
|  | S                                        | Nemčija                            | 3                                      |                                  |            |                         |                                 |                         |   |   |                             |                               |                             |   |  |                                 |                                 |                                 |
|  | S                                        | Nemčija                            | 3                                      |                                  | S          | Nemčija                 | 1                               |                         |   |   |                             |                               |                             |   |  |                                 |                                 |                                 |
|  | Eindhoven, Nizozemska (dvorana)          |                                    |                                        |                                  | S          | Nemčija                 | 1                               |                         |   |   |                             |                               |                             |   |  |                                 |                                 |                                 |
|  |                                          |                                    | Nizozemska                             | 4                                |            |                         |                                 |                         |   |   |                             |                               |                             |   |  |                                 |                                 |                                 |
|  |                                          | Nizozemska                         | Nizozemska                             | 4                                | 4          |                         |                                 |                         |   |   |                             |                               |                             |   |  |                                 |                                 |                                 |
|  |                                          | Nizozemska                         |                                        |                                  | 4          |                         |                                 |                         |   |   |                             |                               |                             |   |  |                                 |                                 |                                 |
|  | S                                        | Španija                            | 1                                      |                                  |            |                         |                                 |                         |   |   |                             |                               |                             |   |  |                                 |                                 |                                 |

#### Finale
| Rod Laver Arena, Melbourne, Avstralija 30. november - 2. december 2001 trava |                       |                                                                  |      |      |      |     |     |  |
| \| \| \| \| 1 \| 2 \| 3 \| 4 \| 5 \| \| \| - \| \| ---------------------------------------------------------------- \| ---- \| ---- \| ---- \| --- \| --- \| \| \| 1 \| \| Lleyton Hewitt Nicolas Escudé \| 6 4 \| 3 6 \| 6 3 \| 3 6 \| 4 6 \| \| \| 2 \| \| Patrick Rafter Sébastien Grosjean \| 6 3 \| 7 66 \| 7 5 \| \| \| \| \| 3 \| \| Lleyton Hewitt / Patrick Rafter Cédric Pioline / Fabrice Santoro \| 6 2 \| 3 6 \| 65 7 \| 1 6 \| \| \| \| 4 \| \| Lleyton Hewitt Sébastien Grosjean \| 6 3 \| 6 2 \| 6 3 \| \| \| \| \| 5 \| \| Wayne Arthurs Nicolas Escudé \| 63 7 \| 7 65 \| 3 6 \| 3 6 \| \| \| |                       |                                                                  |      |      |      |     |     |  |
| |                       |                                                                  | 1    | 2    | 3    | 4   | 5   |  |
| 1 | Avstralija · Francija | Lleyton Hewitt Nicolas Escudé                                    | 6 4  | 3 6  | 6 3  | 3 6 | 4 6 |  |
| 2 | Avstralija · Francija | Patrick Rafter Sébastien Grosjean                                | 6 3  | 7 66 | 7 5  |     |     |  |
| 3 | Avstralija · Francija | Lleyton Hewitt / Patrick Rafter Cédric Pioline / Fabrice Santoro | 6 2  | 3 6  | 65 7 | 1 6 |     |  |
| 4 | Avstralija · Francija | Lleyton Hewitt Sébastien Grosjean                                | 6 3  | 6 2  | 6 3  |     |     |  |
| 5 | Avstralija · Francija | Wayne Arthurs Nicolas Escudé                                     | 63 7 | 7 65 | 3 6  | 3 6 |     |  |

#### Boj za obstanek
Datum: 21.-23. september
| Prizorišče                                 | Zmagovalec          | Rezultat | Poraženec  |
| ------------------------------------------ | ------------------- | -------- | ---------- |
| Córdoba, Argentina (pesek)                 | Argentina           | 5-0      | Belorusija |
| Liège, Belgija (dvorana)                   | Maroko              | 3-2      | Belgija    |
| Prostějov, Češka (dvorana)                 | Češka               | 3-2      | Romunija   |
| Guayaquil, Ekvador (pesek)                 | Združeno kraljestvo | 4-1      | Ekvador    |
| Rim, Italija (pesek)                       | Hrvaška             | 3-2      | Italija    |
| Prešov, Slovaška (dvorana)                 | Slovaška            | 3-2      | Čile       |
| Albacete, Španija (pesek)                  | Španija             | 4-0      | Uzbekistan |
| Winston-Salem, NC, ZDA (dvorana trda pod.) | ZDA                 | 4-1      | Indija     |

### Ameriški del

#### Skupina I
| Sodelujoče reprezentance | Sodelujoče reprezentance | Sodelujoče reprezentance | Sodelujoče reprezentance |
| Argentina                | Bahami                   | 20                       |                          |
| Čile                     | Mehika                   | Peru                     |                          |
| ------------------------ | ------------------------ | ------------------------ | ------------------------ |

#### Skupina II
| Sodelujoče reprezentance | Sodelujoče reprezentance | Sodelujoče reprezentance | Sodelujoče reprezentance |
| Kolumbija                | Kostarika                | Dominikanska republika   | Gvatemala                |
| Nizozemski Antili        | Paragvaj                 | Urugvaj                  | Venezuela                |
| ------------------------ | ------------------------ | ------------------------ | ------------------------ |

#### Skupina III
| Sodelujoče reprezentance | Sodelujoče reprezentance | Sodelujoče reprezentance | Sodelujoče reprezentance |
| Bermudi                  | Bolivija                 | Kuba                     | Salvador                 |
| Honduras                 | Jamajka                  | Portoriko                | Trinidad in Tobago       |
| ------------------------ | ------------------------ | ------------------------ | ------------------------ |

#### Skupina IV
| Sodelujoče reprezentance | Sodelujoče reprezentance | Sodelujoče reprezentance | Sodelujoče reprezentance |
| Antigva in Barbuda       | Barbados                 | Vzhodni Karibi           | Haiti                    |
| Panama                   | Sveta Lucija             | Ameriški Deviški otoki   |                          |
| ------------------------ | ------------------------ | ------------------------ | ------------------------ |

### Azijski in Oceanijski del

#### Skupina I
| Sodelujoče reprezentance   | Sodelujoče reprezentance | Sodelujoče reprezentance | Sodelujoče reprezentance |
| Ljudska republika Kitajska | Indija                   | Indonezija               | Japonska                 |
| Nova Zelandija             | Južna Koreja             | Tajska                   | Uzbekistan               |
| -------------------------- | ------------------------ | ------------------------ | ------------------------ |

#### Skupina II
| Sodelujoče reprezentance | Sodelujoče reprezentance | Sodelujoče reprezentance | Sodelujoče reprezentance |
| Tajvan                   | Hongkong                 | Iran                     | Kuvajt                   |
| Libanon                  | Malezija                 | Pakistan                 | Sirija                   |
| ------------------------ | ------------------------ | ------------------------ | ------------------------ |

#### Skupina III
| Sodelujoče reprezentance | Sodelujoče reprezentance | Sodelujoče reprezentance | Sodelujoče reprezentance |
| Bahrajn                  | Kazahstan                | Filipini                 | Katar                    |
| Saudova Arabija          | Singapur                 | Šrilanka                 | Tadžikistan              |
| ------------------------ | ------------------------ | ------------------------ | ------------------------ |

#### Skupina IV
| Sodelujoče reprezentance | Sodelujoče reprezentance | Sodelujoče reprezentance | Sodelujoče reprezentance |
| Bangladeš                | Brunej                   | Fidži                    | Irak                     |
| Jordanija                | Oman                     | Pacifiška Oceanija       | Združeni arabski emirati |
| ------------------------ | ------------------------ | ------------------------ | ------------------------ |

### Evropski in Afriški del

#### Skupina I
| Sodelujoče reprezentance | Sodelujoče reprezentance | Sodelujoče reprezentance | Sodelujoče reprezentance |
| Avstrija                 | Belorusija               | Hrvaška                  | Finska                   |
| Združeno kraljestvo      | Italija                  | Portugalska              | Slovenija                |
| Ukrajina                 | Zimbabve                 |                          |                          |
| ------------------------ | ------------------------ | ------------------------ | ------------------------ |

#### Skupina II
| Sodelujoče reprezentance | Sodelujoče reprezentance | Sodelujoče reprezentance | Sodelujoče reprezentance |
| Armenija                 | Slonokoščena obala       | Danska                   | Estonija                 |
| Grčija                   | Madžarska                | Irska                    | Izrael                   |
| Luksemburg               | Moldavija                | Monako                   | Norveška                 |
| Poljska                  | Južna Afrika             | Turčija                  | Jugoslavija              |
| ------------------------ | ------------------------ | ------------------------ | ------------------------ |

#### Skupina III

##### Prizorišče I
| Sodelujoče reprezentance | Sodelujoče reprezentance | Sodelujoče reprezentance | Sodelujoče reprezentance |
| Bocvana                  | Gruzija                  | Gana                     | Islandija                |
| Kenija                   | Latvija                  | Litva                    | Madagaskar               |
| ------------------------ | ------------------------ | ------------------------ | ------------------------ |

##### Prizorišče II
| Sodelujoče reprezentance | Sodelujoče reprezentance | Sodelujoče reprezentance | Sodelujoče reprezentance |
| Bosna in Hercegovina     | Bolgarija                | Egipt                    | Severna Makedonija       |
| Mavricij                 | Namibija                 | Togo                     |                          |
| ------------------------ | ------------------------ | ------------------------ | ------------------------ |

#### Skupina IV

##### Prizorišče A
| Sodelujoče reprezentance | Sodelujoče reprezentance | Sodelujoče reprezentance | Sodelujoče reprezentance |
| Alžirija                 | Azerbajdžan              | Benin                    | Burkina Faso             |
| Ciper                    | Gabon                    | Lesoto                   | Ruanda                   |
| San Marino               | Sudan                    | Tunizija                 | Uganda                   |
| ------------------------ | ------------------------ | ------------------------ | ------------------------ |

##### Prizorišče II
| Sodelujoče reprezentance | Sodelujoče reprezentance | Sodelujoče reprezentance | Sodelujoče reprezentance |
| Andora                   | Angola                   | Džibuti                  |                          |
| Etiopija                 | Libija                   | Mali                     |                          |
| Malta                    | Senegal                  | Zambija                  |                          |
| ------------------------ | ------------------------ | ------------------------ | ------------------------ |